# کنسرسیوم جهانی برای آزادی اینترنت
کنسرسیوم جهانی برای آزادی اینترنت (به انگلیسی: Global Internet Freedom Consortium) نهادی غیر انتفاعی است که برای تأمین آزادی ارتباط اینترنتی تلاش می‌کند.
بخش عمده استفاده کنندگان از خدمات این سازمان را کاربران ایرانی و چینی تشکیل می‌دهند.
در جریان اعتراضات گسترده مردمی پس از انتخابات ریاست جمهوری دهم این سازمان نقش مهمی در انتقال عکس‌ها و تصاویر مربوط به اعتراضان مردم و سرکوب‌های خشونت بار رژیم به خارج از ایران داشت.